# U-matrix
Ne doit pas être confondu avec Matrice unitaire.
Une U-matrix (unified distance matrix en anglais) est un concept d'apprentissage automatique, pour certains réseaux de neurones artificiels. Plus précisément, c'est une représentation d'une carte auto-adaptative où les distances euclidiennes entre les poids associés aux neurones voisins sont représentées par une image en tons de gris. 
Les U-Matrix sont utilisées pour visualiser des données exprimées dans un espace de grandes dimensions sur image 2D.